# January Suchodolski
January Suchodolski (19 de setembre de 1797-20 de març de 1875), va ser un pintor i oficial de l'Exèrcit polonès.
Suchodolski va néixer a Hrodna i era germà de Rajnold Suchodolski. Es va unir al Cos de Cadets de Varsòvia el 1810. El 1812 va fer guàrdia a l'Hotel Angielski de Varsòvia quan Napoleó s'hi allotjà d'incògnit durant la seva fugida de Moscou. El 1823 es va convertir en ajudant de Wincenty Krasiński, un ex-agent de l'exèrcit de Napoleó que aleshores pertanyia al Regiment de Reials Guàrdies Granaders. Gràcies a aquesta coneixença va poder accedir a les galeries d'art del Palau, on contemplà pintures militars com les d'Horaci Vernet. També va tenir contacte amb els principals cercles artístics i intel·lectuals polonesos, coneixent figures com Julian Ursyn Niemcewicz, Woronicz, Koźmian, Franciszek Salezy Dmochowski, Antoni Edward Odyniec, i Morawski. Durant aquest període va començar a pintar quadres de temàtica militar, particularment batalles de la Insurrecció de Kościuszko i de les Guerres Napoleòniques, així com en les què Krasiński va estar implicat durant la Guerra Peninsular.
Suchodolski va participar en la Revolta polonesa del 1830, on va lluitar a la Primera Batalla de Wawer, la Batalla de Olszynka Grochowska i la Batalla d'Iganie. En el seu temps lliure esbossava escenes i retrats de soldats. Després del fracàs de la insurrecció (en que va morir el seu germà), viatjà a Roma on va estudiar amb Horace Vernet entre 1832 i el 1837. En aquella etapa també va conèixer Zygmunt Krasiński (fill de Wincenty Krasiński), Juliusz Słowacki, Bertel Thorvaldsen, Johann Friedrich Overbeck, Peter von Cornelius i Louis Léopold Robert. Va tornar a Varsòvia el 1837, i aviat va ser nomenat membre de l'Acadèmia Imperial de les Arts per la seva pintura El setge d'Akhaltsikhe. Aleshores fou convidat a Sant Petersburg pel tsar Nicolau I, per tal que pintés batalles cèlebres de l'Exèrcit rus. Després de tornar a Polònia, va viatjar a París el 1844. El 1852 es va traslladar a Cracòvia, on va conèixer a Wincenty Pol i va il·lustrar el seu poema Mohorta. El 1860 Suchodolski es va unir el comitè de la Societat per l'estímul de les Belles Arts i va ajudar a crear el Museu de Belles arts a Varsòvia.
January Suchodolski va morir a Bojmie (prop de Siedlce) el 20 de març de 1875.